# David Taylor (birkózó)
David Morris Taylor III. (Reno, Nevada, 1990. december 5. –) amerikai szabadfogású birkózó. A 2018-as birkózó-világbajnokságon aranyérmet nyert 86 kg-os súlycsoportban, szabadfogásban. A Pánamerikai Bajnokságon szabadfogásban egy aranyérem birtokosa. A 2013-as Universiadén bronzérmet szerzett szabadfogásban a 74 kg-osok súlycsoportjában. Taylor a Pennsylvania State University hallgatója.

## Sportpályafutása
A 2018-as birkózó-világbajnokságon a 86 kg-osok döntője során a török Fatih Erdin volt ellenfele, akit 12–2-re  megvert. Az elődöntő során az orosz Dauren Kurugliev volt ellenfele, akit 7–5-re megvert.